# Molí del Vives
El Molí del Vives és molí de Torrefeta, al municipi de Torrefeta i Florejacs (Segarra), inclòs a l'Inventari del Patrimoni Arquitectònic de Catalunya.

## Descripció
Del molí poca cosa en queda: queden en peus part de la façana sud, on hi ha una petita entrada, i el mur oest, quasi cobert per la vegetació. A uns 10 metres a l'est hi ha una edificació de quatre façanes i una planta. A la façana est hi ha una entrada amb arc rebaixat de mig punt i porta metàl·lica. Just a sobre té una finestra. A la façana sud hi ha una obertura a la part esquerra. A la façana oest hi ha una obertura emmarcada amb carreus. La façana nord, està pràcticament coberta de vegetació i enfiladisses i no s'observa cap obertura. La coberta és de dos vessants (nord-sud), acabada amb teules.